# 24 heures de la bande dessinée
Les 24 heures de la bande dessinée (BD) est un événement récurrent de la bande dessinée francophone dont la première édition a eu lieu en 2007 lors du 34e festival d'Angoulême. L'événement n'apparaît cependant plus au programme du 51e festival d'Angoulême.
Le principe est simple : plusieurs auteurs se réunissent et chacun doit réaliser 24 planches de bande dessinée, en 24 heures. Une contrainte variable est imposée à chaque fois.

## Origine
Le précurseur du concept est l'équivalent anglophone The 24 Hour Comics Day, lancé par Nat Gertler d'après une idée initiée par Scott McCloud. L'évènement s'est déroulé pour la première fois en 2004, et réunit chaque année plus d'un millier de participants. Depuis, l'événement s'est répandu, et différentes éditions sont apparues.

## Les différentes éditions francophones
(octobre 2010).
- À Angoulême
  - 2007 : Lors du festival d'Angoulême 2007, le président du jury Lewis Trondheim propose à 26 auteurs de réaliser en 24 heures une bande dessinée dont les première et dernière cases contiennent une boule de neige[3]. Pour cette première édition, 26 participants étaient présents à la maison des auteurs, dont Natacha Sicaud, Lisa Mandel, Aude Picault, Mathieu Sapin, Boulet, Dominique Boostopoulet, Erwann Surcouf, Jonvon, Alex Baladi, Christophe Bataillon, Tony Neveux, Antoine Perrot et Lewis Trondheim. Cette édition a ensuite donné lieu à une publication papier, sous le nom de Boule de neige, édité chez Delcourt.
  - 2008 : Cette deuxième édition a accueilli un peu plus de deux cents participants, composés d'auteurs professionnels (dont seulement une partie était présente à la maison des auteurs), d'étudiants en art et d'amateurs. La contrainte était de représenter en page 12 une réunion de famille.
  - 2009 : La troisième édition s'est déroulée le 27 janvier 2009 et a réuni plus de quatre cents auteurs. Deux contraintes étaient imposées cette fois-ci : non seulement les planches devaient être muettes mais elles avaient également à se dérouler dans un musée. Les créations sont encore disponibles sur le site des 24h (voir la liste).
  - 2010 : Cette édition, qui a compté 470 inscriptions, a eu lieu le 26 janvier 2010. La contrainte, sans compter celle du scénario muet, était de mettre en scène des pirates. Les planches sont encore visibles en ligne (voir la liste).
  - 2011 : La cinquième édition s'est déroulée le 25 janvier 2011. La contrainte était cette année-là de faire apparaître Popeye, et ce en réalisant 12 à 24 strips, et non des planches. 470 participants (dont 111 auteurs professionnels, 243 étudiants des écoles d’art et 116 amateurs).
  - 2012 : Pour cette 6e édition, les 451 participants (auteurs professionnels, amateurs, et étudiants) ont du plancher à partir de la contrainte suivante dévoilée le 24 janvier 2012 à 15 h par Étienne Lécroart : L’histoire ne sera pas muette et comportera les trois récitatifs suivants (tirés au hasard parmi seize propositions) à placer dans cet ordre :
    - Le récitatif : "Surgissant soudain…" devra figurer dans le premier tiers du livre
    - Le récitatif : "Et à la fin" devra figurer dans le second tiers du livre
    - Le récitatif : "Elle s’interrompt brusquement" devra figurer dans le dernier tiers du livre

  - 2013 : Les septièmes 24h de la BD ont lieu le 29 janvier 2013 et ont réuni 432 participants. Le sujet, imaginé par Matt Madden, était le suivant "L’histoire doit se dérouler sur une durée intégrant 24 unités de temps : secondes, heures, jours, années… Ce passage du temps doit faire partie intégrante de l’histoire. Toutes les planches représenteront la même unité de temps (exemple : pour une histoire se déroulant sur une période de 24 années, chaque planche représentera une année)."
  - 2014 : Près de 600 auteurs ont participé à cette édition du 28 janvier 2014. La contrainte : utiliser les 90 dernières photos postées sur le compte Instagram du dessinateur Boulet, lui-même participant à l'épreuve.
  - 2015 : Le 27 janvier 2015, les 450 participants de cette neuvième édition adressent la contrainte suivante : Réalisez un récit en bande dessinée constitué de 22 pages, d’une couverture et d’une 4e de couverture à partir d’un fait divers lu dans la presse ’’Son chiot est refusé dans l’avion, elle le noie dans les toilettes de l’aéroport’’. La bande dessinée alternera une case muette et une case avec du texte.
  - 2016 : Le 26 janvier 2016, les 300 participants de cette dixième édition doivent réaliser un récit en bande dessinée constitué de 22 pages, d’une couverture et d’une 4e de couverture, à partir de trois contraintes dévoilées au cours de l’événement : 1re contrainte (de 15 h à 23 h) : Un personnage A raconte une scène à d’autres personnages. (couverture + 7 premières planches) ; 2e contrainte (de 23h à 7h) : Un personnage B contredit ce qui a été exposé. (8 planches suivantes) ; 3e contrainte (de 7 h à 15 h) : Un personnage C conclut l’histoire. (7 dernières planches + 4e de couverture)
  - 2017 : La onzième édition a eu lieu le 24 Janvier 2017. Le 11 et 12 Mai 2017 s'est tenue une édition spéciale Spirou et Fantasio.
  - L'évènement ne s'est pas produit en 2018 et en 2019.
  - 2020 : Les 17 et 18 décembre 2020, les participants de cette douzième édition sont contrains d'utiliser un maximum de 24 mots dans leurs pages. Ils peuvent cependant utiliser plusieurs fois le même mot.
  - 2021 : Les 16 et 17 décembre 2021, les participants de cette treizième édition  doivent écrire un récit dont la moitié prend place la nuit et l'autre moitié le jour.
  - 2022 : Les 15 et 16 décembre 2022, les 200 participants de cette quatorzième édition doivent écrire un récit contenant un flashback ou un flashforward.
  - solstice BD 2023 : Le 20 décembre 2023, les participants de cette quinzième édition doivent écrire un récit de 11 pages centré sur un objet qui doit apparaitre dans la première case.

- À Montréal

Le concept des 24 heures a été repris en mai 2008 à Montréal, avec la présence de 15 auteurs : Boulet, Catherine Lepage, David Libens, David Turgeon, Eva Rollin, Francis Desharnais, Iris, Jimmy Beaulieu, Mélanie Baillairgé, Pascal Blanchet, Pascal Girard, Pierre Bouchard, Richard Suicide, Simon Banville et Zviane. La contrainte était de faire apparaître une photo d'un pêcheur dans le déroulement du scénario. Les réalisations sont en ligne sur le site.
- Les 23 heures

Cette édition, lancée en 2008, possède la particularité de se dérouler au cours de la nuit du changement d'heure vers celle d'été (d'où le nom). Les planches de 2008 sont visibles en ligne. L'édition suivante a eu lieu le 28 mars 2009 (voir les planches).
- Les 24 heures Grandpapier

Organisés depuis Bruxelles par L'employé du Moi, ces 24 heures se sont déroulés une première fois le 28 juin 2008, réunissant 29 auteurs (voir les participations), puis une deuxième le 23 mai 2009, avec plus de 70 participants (voir les participations).
- À Bordeaux

Les 24 heures ont lieu chaque année depuis 2009 à la Maison des Étudiants de l'université Bordeaux Montaigne. Une trentaine de participants (amateurs ou professionnels) se retrouvent pour produire autour d'un thème ou de contraintes ; les bandes dessinées réalisées sont toutes mises en ligne par la suite sur le site de l'événement.
- À Saint-Lô

Depuis 2007, le 24 Hour Comics Day est organisé à Saint-Lô. Les planches des participants sont lisibles en ligne.
- À Lausanne

Depuis 2016, les 24 heures de la bande dessinée est organisée à Lausanne dans le cadre du Festival international de bande dessinée de Lausanne (BDFIL) au sein de l'école d'arts visuels Ceruleum. Les planches des participants de l'édition 2019 sont consultables sur le site . La dernière édition des 24 heures de la bande dessinée a eu lieu du 18 au 19 septembre 2020. Cependant le festival de bande dessinée BDFIL se poursuit avec une édition prévue du 15 au 28 avril 2024 .
- À Esquay-sur-Seulles (Calvados)

En 2025, Imanol Dameck, auteur et illustrateur de BD et Olivier Longuet, professeur de maths et dessinateur, organisent à la Ferme Culturelle du Bessin une édition du samedi 8 février à 9 h au dimanche 9 février à 9 h,. 